# Miguel Oliveira (football)
Pour les articles homonymes, voir Miguel Oliveira et Oliveira.
Miguel Oliveira, de son vrai nom Pedro Miguel dos Santos Oliveira, né le 18 août 1983 à Braga, est un footballeur portugais.